# グラーゼレンバッハ
グラーゼレンバッハ (ドイツ語: Grasellenbach) は、ドイツ連邦共和国ヘッセン州ベルクシュトラーセ郡に属す町村（以下、本項では便宜上「町」と記述する）。

## 地理
オーデンヴァルトに属すこの町は、ユネスコの地質学公園ベルクシュトラーセ＝オーデンヴァルトに含まれる標高420mから580mに位置する。グラーゼレンバッハの町内、ハンメルバッハ地区からは、ウルフェンバッハとヴェシュニッツというオーデンヴァルト南部を流れる最も重要な2つの川が湧出する。この辺りはネッカー川に注ぐ川とライン川へ向かう川との分水界となっている。

### 隣接する市町村
グラーゼレンバッハは、北はフュルト、東はオーデンヴァルト郡に属すモッサウタール、南はヴァルト＝ミヒェルバッハ、西はリムバッハと境を接する。

## 歴史
グラーゼレンバッハは、1972年にそれまで独立した自治体であったハンメルバッハ（リッツェルバッハを含む）、グラース＝エレンバッハ、ヴァーレン、シャールバッハが合併して現在の形になった。
この町に含まれる集落は、中世中期から19世紀初めまでプファルツ選帝侯のアイヒャー・ツェントに属していた。ただしリッツェルバッハだけはマインツ選帝侯のツェント・アプシュタイナハに属した。ツェントとは、現在の市町村程度の規模の行政区分であり、アイヒャー・ツェントはハンメンルバッハ・ツェントとも称した。ハンメルバッハが初めて文献上に登場するのは795年であり、その他の集落は1300年頃に初めて記録されている。プファルツ選帝侯およびマインツ選帝侯のこの地域に対する支配は1802年までであった。その後は、帝国代表者会議主要決議に基づき、ヘッセン大公領となった。
元々手工業と農業の村であったが、19世紀にブンテル砂岩の加工業が隆盛し、繁栄した。20世紀になると観光客の往来が増し、特にグラース＝エレンバッハ地区では重要な経済分野となった。

## 地区
- グラース＝エレンバッハ
- ヴァーレン
- ハンメルバッハ
- リッツェルバッハ
- トロムを含むシャーバッハ

### ハンメルバッハ
現在の空気の清浄な保養地ハンメルバッハは、人口1,400人の最も大きく、最も古い地区であり、グラーゼレンバッハの行政機能はこの地区に置かれている。ハンメルバッハとは『急斜面を流れる小川』といった意味である。名前は、このハンメルバッハ地区から2つの重要な川、ウルフェンバッハとヴェシュニッツ川が湧出することに由来する。ハンメルバッハにはプロテスタントとカトリックの両方の教会がある。また、源流の水を引いた屋外プールやキャンプ場もある。ケルヴェと呼ばれる教会開基祭は毎年9月の最終週末に挙行される。この祭りの起源は1802年に行われたプロテスタント改革派教会の献堂式であった。中世には、ハンマーバッハは、ハンマーバッヒャー・ツェントあるいはアイヒャー・ツェントの所在地であった。見所には、墓地に建つ14世紀のゴシック様式の礼拝堂跡や歴史的なパン焼き小屋がある。毎年3月にはシュヴァルツプルファーラリーが開催される。この催しにはドイツ全土からオートバイファンがハンメルバッハにやってくる。

### グラース＝エレンバッハ
クナイプ式水浴場があるグラース＝エレンバッハは標高450mから550mに位置する人口約950人の集落である。
ウルフェンバッハ川が流れる谷間の草原がこの集落の名前の由来であると考えられる。このEllenはElmのことで現在のUlme（ニレ）の意味であろうと推測されている。この他にもいくつかの解釈が提示されているが、定説は得られていない。
グラース＝エレンバッハはクナイプ式水浴場がある空気の清浄な保養地である。ニーベルンゲンハレのハイマートビューネではオーデンヴァルトの舞台作品が上演される。

### トロム
トロムはシャールバッハ地区に含まれる人口約100人の居住区である。トロンはグラーゼレンバッハ内で最も高い場所に位置する最少の集落である。同名のトロム山（577m）の斜面に位置し、草地と森が豊かな土地である。
トロム山はユーバーヴァルト地域の「ハウスベルク」（故郷の山）として早くから観光客のハイキングの目的地となった。山頂の近くには高さ27mのイレーネ塔があり、眺望ポイントのひとつとなっている。トロム地区は、変化に富んだ遊歩道が整備された保養地となっている。また、ウィンタースポーツの施設も用意されている。
ホーフ＝テアター・トロムでは年中公演が行われているが、ハイライトは「トロムの夏」演劇祭である。
カール・キューベル財団オーデンヴァルト＝インスティテュートのトロマー会議場では、職業、家族、コミュニケーション、人格形成といったテーマのセミナーが定期的に開催されている。
この他に、ヴァーレン（約900人）、シャーバッハ（約470人）、リッツェルバッハ（約150人）の3つの地区も一連の保養地となっている。

## 行政

### 議会
グラーゼレンバッハの議会は23議席からなる。

### 首長
マルクス・レーテが1997年からグラーゼレンバッハの町長を務める。

## 経済と社会資本
この町は主に観光で成り立っている。その振興のために、グラーゼレンバッハは、「ニーベルンゲンシュテーテ」と呼ばれるネットワークを構築している。これは、ニーベルンゲンの歌の主要登場人物であるジークフリートは、グラース＝エレンバッハでハーゲンに殺害された（「ジークフリートの泉」）とする仮説に基づいて創設された。

### 交通
この町は連邦道B460号線によって連邦アウトバーンA5号線に接続している。
ヘッペンハイム駅やヴァインハイム駅行きの路線バスが運行している。グラーゼレンバッハはライン=ネッカー交通連盟に加盟している。
1901年から1983年まで、ヴァーレン地区にユーバーヴァルト鉄道の終着駅があった。

## 引用
1. ↑  Hessisches Statistisches Landesamt: Bevölkerung in Hessen am 31.12.2023 (Landkreise, kreisfreie Städte und Gemeinden, Einwohnerzahlen auf Grundlage des Zensus 2011)]